# ماكرا
ماكرا؛ هي بلدة (بلدية) في مقاطعة كونيو في منطقة بيدمونت الإيطالية، وتقع على بعد حوالي 80 كيلومتر (50 ميل) جنوب غرب تورينو وحوالي 35 كيلومتر (22 ميل) شمال غرب كونيو.
تقع مدينة ماكرا على حدود البلديات التالية: سيل دي ماكرا ومرمورا وسامبير وسان داميانو ماكراو وستروبو.